# ناشئة (اسم)
ناشئة هو اسم علم مؤنث من أصل عربي، ومعناه هو من الفعل هنأ، المطعمة الطعام، والفرحانة السعيدة.

## وصلات خارجية
- موسوعة السلطان قابوس لأسماء العرب